# Euxoa titschacki
Euxoa titschacki là một loài bướm đêm trong họ Noctuidae.